# Micah Downs
Micah Philip Downs (Kirkland, Washington, 8 de septiembre de 1986) es un jugador de baloncesto profesional estadounidense que juega en la posición de alero en las filas del FC Barreirense  de Portugal.

## Trayectoria deportiva
El alero norteamericano de 2.03 metros de altura se formó en la Universidad de Kansas y más tarde marchó al equipo de la Universidad de Gonzaga, pasando dos años en cada equipo.
En 2009 con el KK Zadar jugó 5 partidos en la Eurocup y promedió 11 puntos por partido con 21 minutos de media y 3,6 rebotes. En la Liga Adriática sus números han sido inferiores en los 19 partidos que disputó. Logró 7,6 puntos de media con 3,3 rebotes en 18 minutos. Por su parte en Bélgica anotaba de media más de 12 puntos por partido.
En la temporada 2009-2010 jugó en el Passe-Partout Leuven Bears de la Belgian Ethias League y en el KK Zadar de la Adriatic NLB League. Con el equipo belga promedió 12.4 puntos por partido y 3.6 rebotes. Por su parte con el equipo croata pudo disputar varios partidos de la Euroliga de baloncesto donde promedió 11 puntos por partido, mientras en el campeonato croata promedió 7.6 puntos por partido.
En verano de 2010 firmó por el Autocid Ford Burgos de la LEB. Destacó sobremanera, llegó hasta la final por el ascenso a la ACB. Acabó siendo uno de los treses más determinantes de la competición.
En verano de 2011 firmó por el en Assignia Manresa  donde consiguió el título de jugador revelación de la temporada.
En el verano de 2012 participó en la pretemporada de los Boston Celtics pero finalmente no fue elegido para jugar la temporada con ellos.
En 2018, firma por el  Sport Lisboa e Benfica de la Liga Portuguesa de Basquetebol.
El 14 de octubre de 2020, firma un contrato por dos meses por el s.Oliver Baskets de la Basketball Bundesliga, para reemplazar al lesionado Brekkott Chapman.

## Características
Jugador importante en el juego ofensivo, le cuesta más defender pero es un gran anotador, con un gran lanzamiento de larga distancia y una gran potencia de salto. Individualista y con gran confianza en su juego, le gusta tener la posesión de balón en los momentos importantes de los partidos y no le tiembla la mano a la hora de tirar y penetrar cuando el partido está sin decidirse.
Un jugador que cada temporada está en las mejores jugadas gracias a su gran salto y su agresividad a la hora de encarar el aro, hace unos mates estratosfericos y no deja indiferente a nadie.